# يارد شجيومو
يارد شجيومو (بالبولندية: Yared Shegumo) مواليد 10 يناير 1983 في إثيوبيا، هو عداء بولندي من أصل إثيوبي متخصص في سباق الماراثون. حقق الفضية في بطولة أوروبا لألعاب القوى سنة 2014.

## الميداليات
| الميدالية | المسابقة                       |
| --------- | ------------------------------ |
| فضية      | بطولة أوروبا لألعاب القوى 2014 |

## روابط خارجية
- يارد شجيومو على موقع الاتحاد الدولي لألعاب القوى (الإنجليزية)
- يارد شجيومو على موقع الاتحاد الأوروبي لألعاب القوى (الإنجليزية)
- يارد شجيومو على موقع الرابطة البولندية لألعاب القوى (البولندية)
- يارد شجيومو على موقع رابطة إحصائيات سباق الطريق (الإنجليزية)
- يارد شجيومو على موقع اللجنة الأولمبية الدولية (الإنجليزية)
- يارد شجيومو على موقع أوليمبيديا (الإنجليزية)
- يارد شجيومو على موقع اللجنة الأولمبية البولندية (مؤرشف) (البولندية)